# Thorleif Holbye
Thorleif Holbye, född 29 april 1883 i Oslo, död 19 oktober 1959 i Oslo, var en norsk seglare.
Holbye blev olympisk guldmedaljör i segling vid sommarspelen 1920 i Antwerpen.